# Alejandro Mayorkas

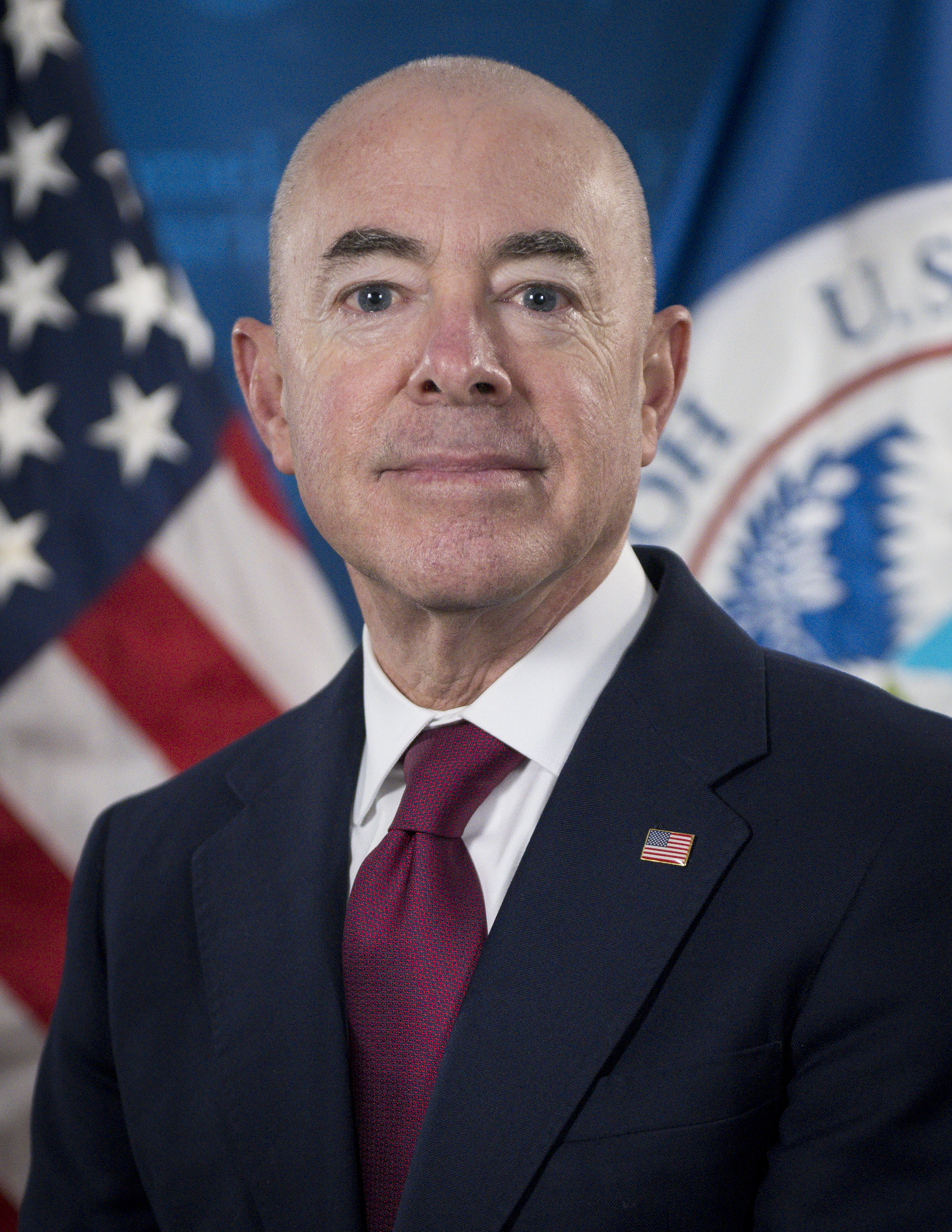
Alejandro Mayorkas (2021)

Alejandro Nicholas Mayorkas (* 24. November 1959 in Havanna, Kuba) ist ein US-amerikanischer Anwalt, Politiker der Demokratischen Partei und Regierungsbeamter. Von Februar 2021 bis 20. Januar 2025 Minister für Innere Sicherheit der Vereinigten Staaten im Kabinett von Präsident Joe Biden.
Mayorkas war nach William W. Belknap fast 150 Jahre zuvor der zweite US-Bundesminister, gegen den das Repräsentantenhaus ein Amtsenthebungsverfahren einleitete. Die nötige Zweidrittelmehrheit im Senat kam allerdings nicht zustande.

## Leben
Alejandro Nicholas Mayorkas wurde am 24. November 1959 in Havanna, Kuba, geboren. Seine Eltern kamen 1960 mit ihm und seiner Schwester als Flüchtlinge nach der kubanischen Revolution in die USA. Er lebte in Miami, Florida, bevor seine Familie nach Los Angeles, Kalifornien, zog, wo er für den Rest seiner Jugend aufwuchs. Mayorkas wuchs in Beverly Hills auf und besuchte die Beverly Hills High School.
Sein Vater war ein kubanischer Jude mit sephardischem Hintergrund (mit Wurzeln in Griechenland und dem Osmanischen Reich), der eine Stahlwollefabrik in Havanna besaß und betrieb. Seine Mutter war eine rumänische Jüdin, deren Familie dem Holocaust entkommen und in den 1940er Jahren nach Kuba geflohen war. Die kubanische Revolution war das zweite Mal, dass seine Mutter aus einem Land fliehen musste, das sie als ihre Heimat betrachtete.
Mayorkas erwarb 1981 seinen Bachelor of Arts mit Auszeichnung an der University of California in Berkeley. 1985 erhielt er seinen Juris Doctor von der Loyola Law School.
Mayorkas und seine Frau Tanya haben zwei Töchter.

## Beruf

### Direktor der US-amerikanischen Staatsbürgerschafts- und Einwanderungsbehörde (2009–2013)
Im Jahr 2009 wurde Mayorkas von Präsident Barack Obama zum Direktor der US-amerikanischen Staatsbürgerschafts- und Einwanderungsbehörde (USCIS) ernannt. Am 20. Mai 2009 ging die Nominierung beim Senat ein; am 7. August 2009 wurde die Nominierung vom Senat durch Stimmabgabe bestätigt. Er leitete die Bemühungen der US-Regierung zur Rettung verwaister Kinder nach dem Erdbeben in Haiti im Januar 2010 sowie die Weiterentwicklung einer Abteilung für Opfer von Straftaten.

### Stellvertretender Minister für innere Sicherheit (2013–2016)
In Obamas zweiter Amtszeit wurde Alejandro Mayorkas zum stellvertretenden Minister des Ministeriums für innere Sicherheit befördert, um die Stelle zu besetzen, die durch den Abgang von Jane Holl Lute von diesem Posten frei geworden war. Mayorkas wurde im Juni 2013 von Präsident Barack Obama nominiert und am 20. Dezember 2014 nach einer Abstimmung im Senat als stellvertretender Heimatschutzminister bestätigt. Nach seiner Vereidigung wurde er der ranghöchste kubanische Amerikaner in der Obama-Regierung. Er hatte das Amt bis zum 28. Oktober 2016 inne.

### Minister für Innere Sicherheit und Heimatschutz (2021–2025)
Am 23. November 2020 kündigte der gewählte Präsident Joe Biden an, Mayorkas zum Minister für innere Sicherheit zu nominieren. Die Entscheidung wurde am 2. Februar 2021 vom Senat mit 56:43 Stimmen bestätigt.

### Amtsenthebungsverfahren 2024

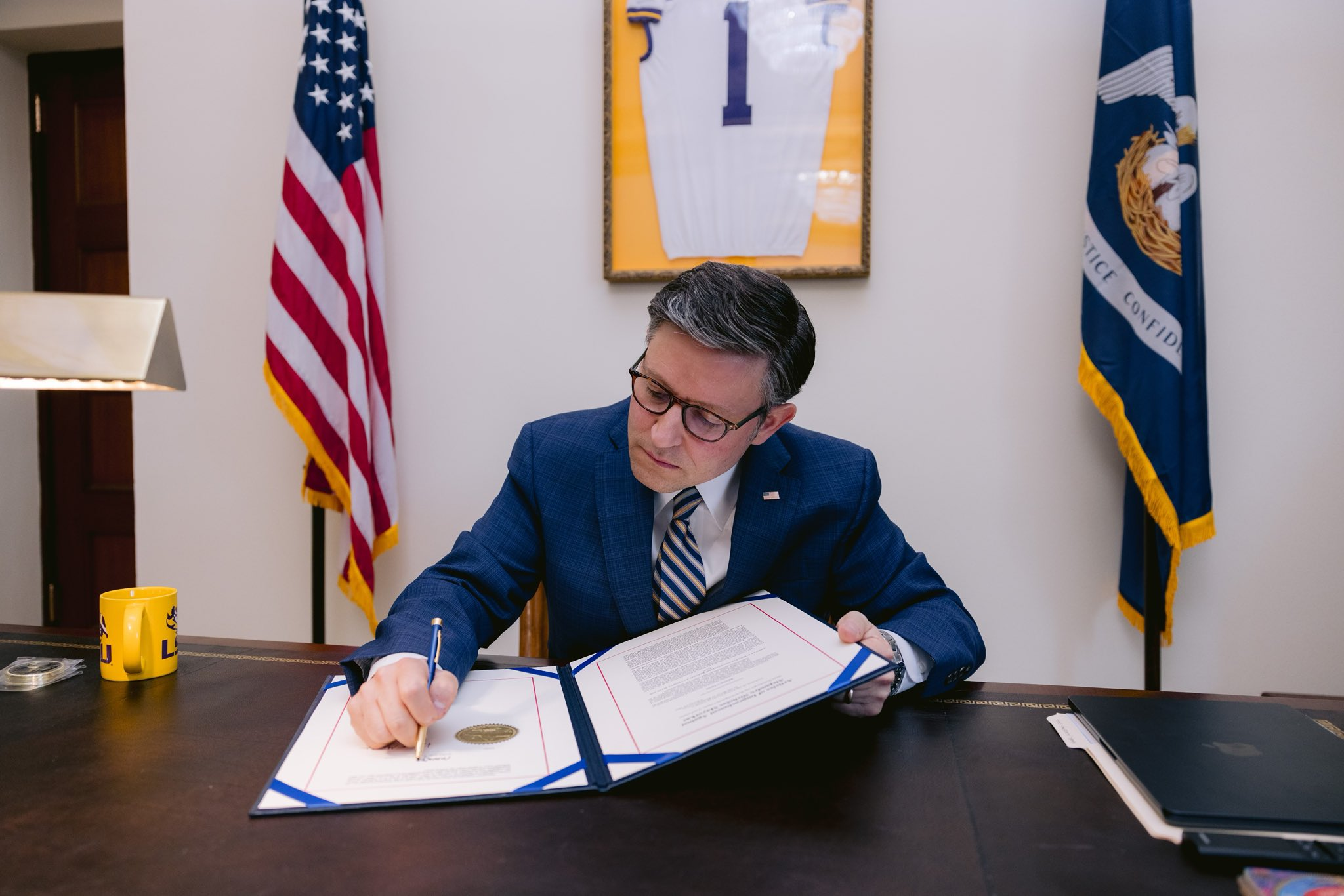
Der Sprecher des Repräsentantenhauses der Vereinigten Staaten Mike Johnson unterzeichnet die Amtsenthebungsartikel gegen Alejandro Mayorkas nach deren Verabschiedung im Repräsentantenhaus.

Am 13. Februar 2024 stimmte das US-Repräsentantenhaus, in dem die oppositionellen Republikaner die Mehrheit hatten, mit einer knappen Mehrheit von 214 zu 213 Stimmen für die Einleitung eines Amtsenthebungsverfahrens (impeachment) gegen Mayorkas. Eine ähnliche Abstimmung hatte eine Woche zuvor im Repräsentantenhaus noch keine Stimmenmehrheit erhalten. Mayorkas wurde von seinen politischen Gegnern vorgeworfen, nicht genügend zur Eindämmung der illegalen Einwanderung vor allem aus lateinamerikanischen Staaten über die Grenze zwischen den Vereinigten Staaten und Mexiko getan zu haben. Er habe seinen Amtseid verletzt, indem er seine Pflichten nicht erfüllt habe. Die konkreten Artikel lauteten „willful and systemic refusal to comply with the [Federal immigration] law“ (er habe sich „willentlich und systematisch geweigert, Bundesgesetze [zur Einwanderung] einzuhalten“), was den Fokus auf den Immigration and Nationality Act aus dem Jahr 1952 legte, welcher verlangt, dass Migranten zurückgehalten werden müssen, während sie auf eine Entscheidung in ihrem Asylverfahren warten, sowie „breach of public trust“ („Verletzung des öffentlichen Vertrauens“), indem er den Kongress belogen und eine Kongressuntersuchung des US-Heimatschutzministeriums behindert habe.
Mayorkas war damit der erste Kabinettsminister seit knapp 150 Jahren, gegen den ein Amtsenthebungsverfahren eingeleitet werden sollte, und insgesamt erst der zweite nach William W. Belknap. Die Abstimmung darüber, ob Mayorkas des Amtes enthoben werden sollte, oblag gemäß der Verfassung der Vereinigten Staaten dem Senat. Die dortige Mehrheit der Demokraten unter Mehrheitsführer Chuck Schumer entschied sich am 17. April 2024 entgegen der üblichen Praxis dazu, die Amtsenthebungsanträge mit Geschäftsordnungsanträgen zurückzuweisen, ohne dass es zu einem Verfahren kam, und ließ sie auf diese Weise scheitern.